# Ebba von Eckermann (modeskapare)

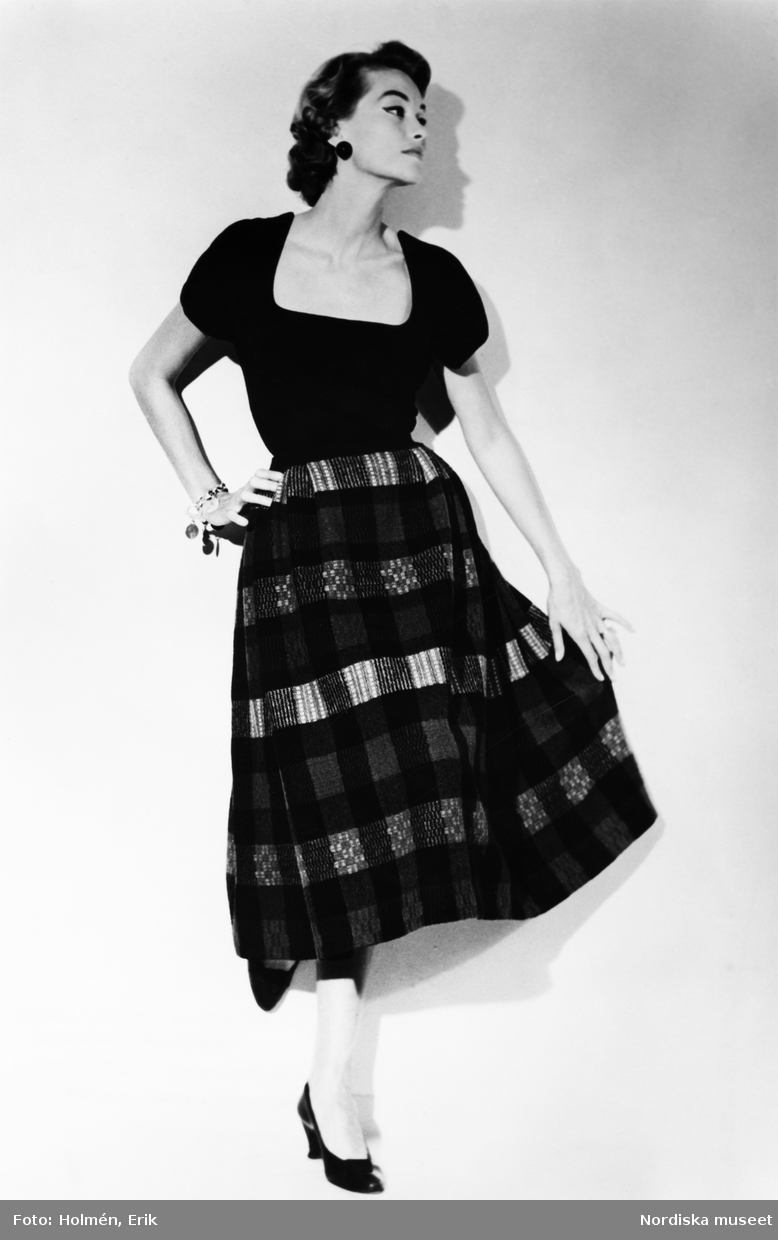
Modell iförd Ripsakjol.

Ebba von Eckermann, född von Schwerin den 19 april 1921 i Hedvig Eleonora församling. Stockholm, död 2 februari 2018 i Nyköpings Alla Helgona distrikt, Södermanlands län
, var en svensk grevinna, modeskapare och textilentreprenör. 
von Eckermann var grundaren bakom textilföretaget Ebba von Eckermann Textilier, som var verksamt mellan 1949 och 1981.

## Biografi

### Uppväxt och familjeliv
Ebba von Eckermann föddes in i ett textilarv. Hon var det äldsta barnet till byrådirektör greve Fritz von Schwerin och Marg von Schwerin, skolledare för och en av grundarna av Märthaskolan, en sömnadsskola och skrädderiateljé för haute couture i Stockholm 1927–1975. Själv hade dock von Eckermann inte tänkt sig en karriär inom textil för egen del utan valde istället att utbilda sig till lantbrukare, men som kvinnlig sådan ingick vävning som ett led i utbildningen.
1944 gifte sig Ebba von Schwerin med Erik von Eckermann (1920–2003)  och 1947, när paret flyttade till mannens släktgård Sandvik i den lilla byn Ripsa, insåg Ebba von Eckermann snart att byn var i stort behov av arbetstillfällen. Detta ledde till att hon 1949 startade firman Ebba von Eckermann Textilier. Företaget kom att sysselsätta en stor del av Ripsaborna med tillverkning av modekläder under flera decennier. von Eckermann stod själv för tygernas formgivning, men för de flesta plagg anlitades designers för formgivning av kläderna och lokalbefolkningen stod för arbetet med vävning och sömnad.

### Yrkesliv
Kollektionerna började med filtar och fortsatte sedermera med enkla jackor och kjolar. Så småningom tillkom även plagg som klänningar, tvådelade dräkter och kappor. De livliga färgerna, mönstren och den höga ullkvaliteten var Ripsas kännetecken. Vissa plagg fick stort genomslag hemma i Sverige, såsom ”Ripsakjolen” och ”Ripsajackan” (ett av von Eckermanns egendesignade plagg) som såldes på varuhus som NK och EPA. Men försäljningen kom att sträcka sig även utanför Sverige. När Christian Diors butiker i Paris köpte in ”Ripsakjolen” i början på 50-talet ledde det till ett internationellt genombrott, och i slutet av 60-talet såldes Ripsaplagg i varuhus och butiker i Sverige, USA, Kanada, Frankrike, England och Tyskland. När företaget var som störst, under det tidiga 60-talet, stod det för 10% av Sveriges textilexport. Senare kom de att behöva varuhusen för en mer riktad, exklusiv försäljning direkt till privatkunder.
På 80-talet skiftade textilbranschen mot företag som fokuserade på fabrikstillverkning, snarare än småskalig produktion, och 1981 fick verksamheten i Ripsa läggas ner till följd av ökad konkurrens och nedpressade priser.

### Senare liv
Även efter att Ebba von Eckermann Textilier lades ner fortsatte von Eckermanns gärning att göra avtryck. Flera utställningar av hennes kreationer har arrangerats efter företagets nedläggning – Textilhistoriska gruppen och NK-villan har visat upp hennes kläder i Nyköping, likväl som Hallwylska museet i Stockholm.
von Eckermann kom även att samarbeta med journalisten och författaren Lotta Lewenhaupt, som 2011 gav ut en bok om företaget och dess grundare; Den glömda kjolen: Ebba von Eckermann textilier 1950-1980.
År 2014 tog Ebba von Eckermanns barnbarn, Carl von Eckermann, upp delar av verksamheten igen, för att i liten skala åter tillverka några av sin farmors textilier.
Ebba von Eckermann avled den 2 februari 2018, vid 96 års ålder.